# حفر الباطن
شهر حَفَر الباطِن در استان الشرقیه در کشور عربستان واقع شده‌است. جمعیت این شهر ۲۳۱٫۹۷۸ نفر است.
این شهر در ۴۰۰ کیلومتری شمال ریاض، ۹۴ کیلومتری مرز کویت و ۷۴ کیلومتری مرز عراق واقع شده‌است. این شهر در شهرستان حفرالباطن و در دره خشکی به نام وادی باطن واقع شده‌است. این وادی خود بخشی از دره‌ای بزرگ‌تر و طولانی‌تر به نام وادی رُمه است که بستر رودی است که هم‌اینک خشک شده و پیش از این آب آن به سوی مدینه روان بوده و به خلیج فارس می‌ریخته است. ساکنان حفر الباطن آن مسلمان اهل سنت

## پیشینه
در سده نخست هجری (۶۳۸ میلادی) حفرالباطن تنها مسیری در بیابان بود که زائرانی که از عراق به مکه می‌رفتند از آن گذر می‌کردند. در آن زمان در این سرزمین هیچ آبی در دسترس نبود و مسافران ناچار بودند مسافتی طولانی را بدون دسترسی به آب بپیمایند. در زمان فرمانروایی عثمان بن عفان (۶۴۴ تا ۶۵۶ م) شکایت زائران به گوش ابوموسی اشعری، از یاران پیامبر اسلام، رسید و او به این امر رسیدگی کرده و چاه‌هایی را در این منطقه (در دره باطن) حفر کرد و از آن زمان این محل به نام حفرالباطن (چاه دره باطن) معروف شد.

## نگارخانه

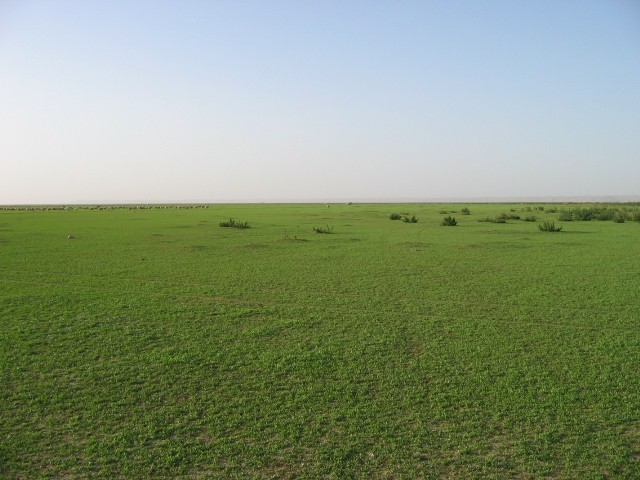
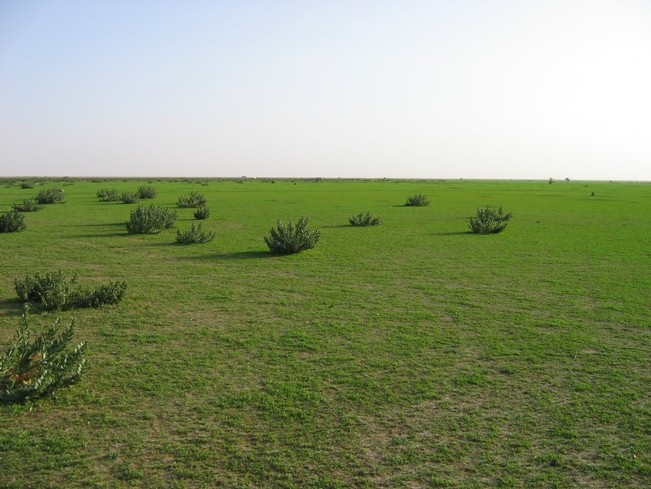
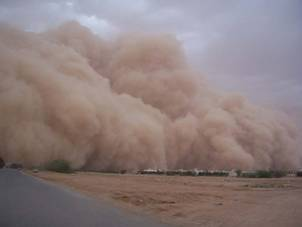
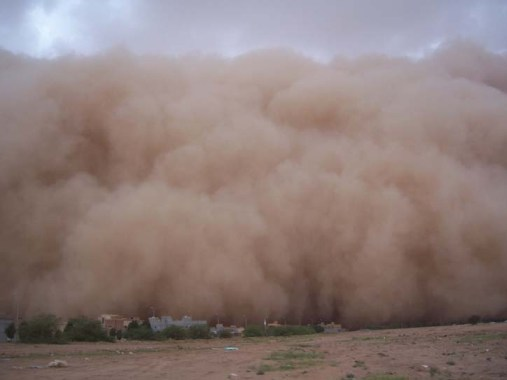
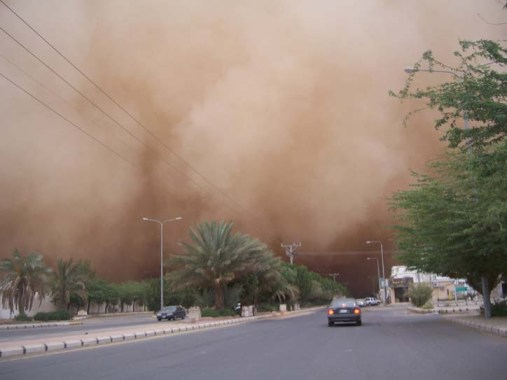
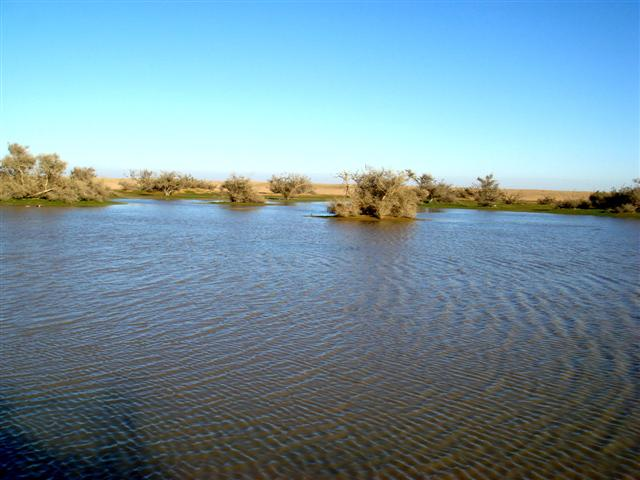
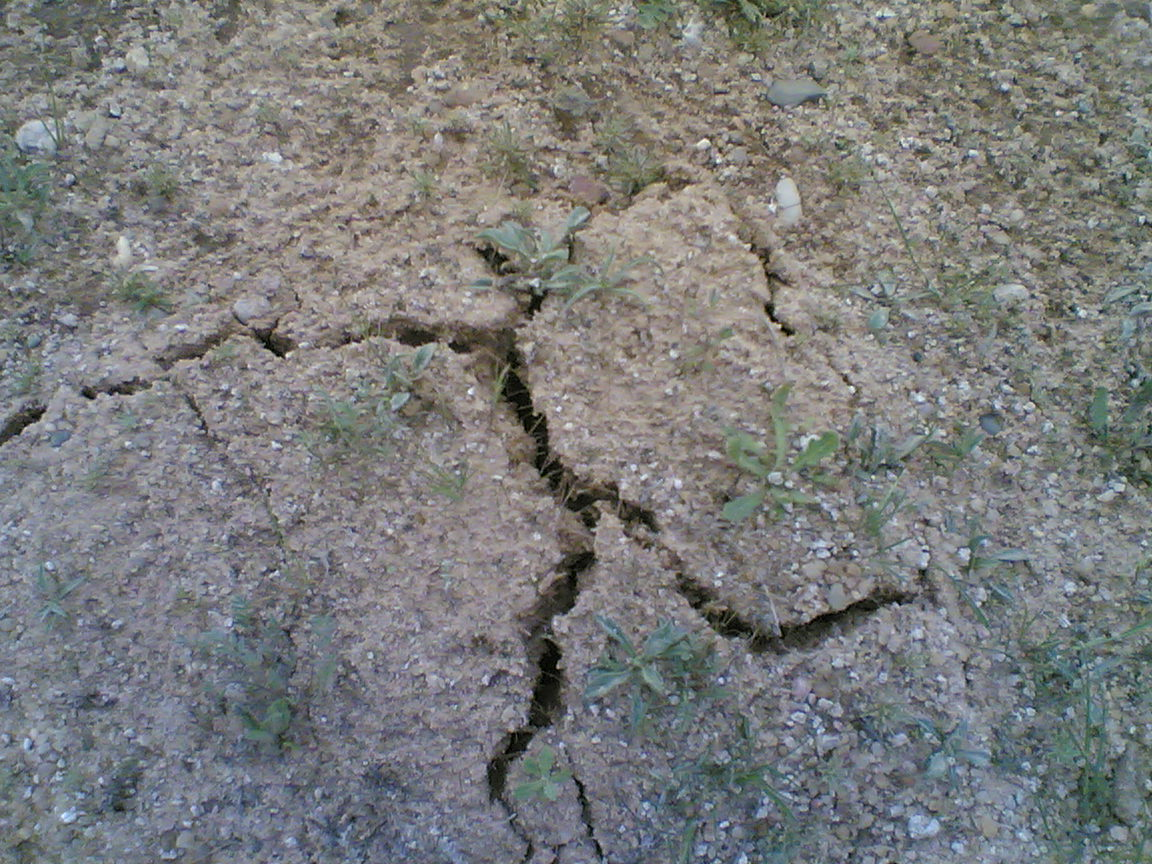
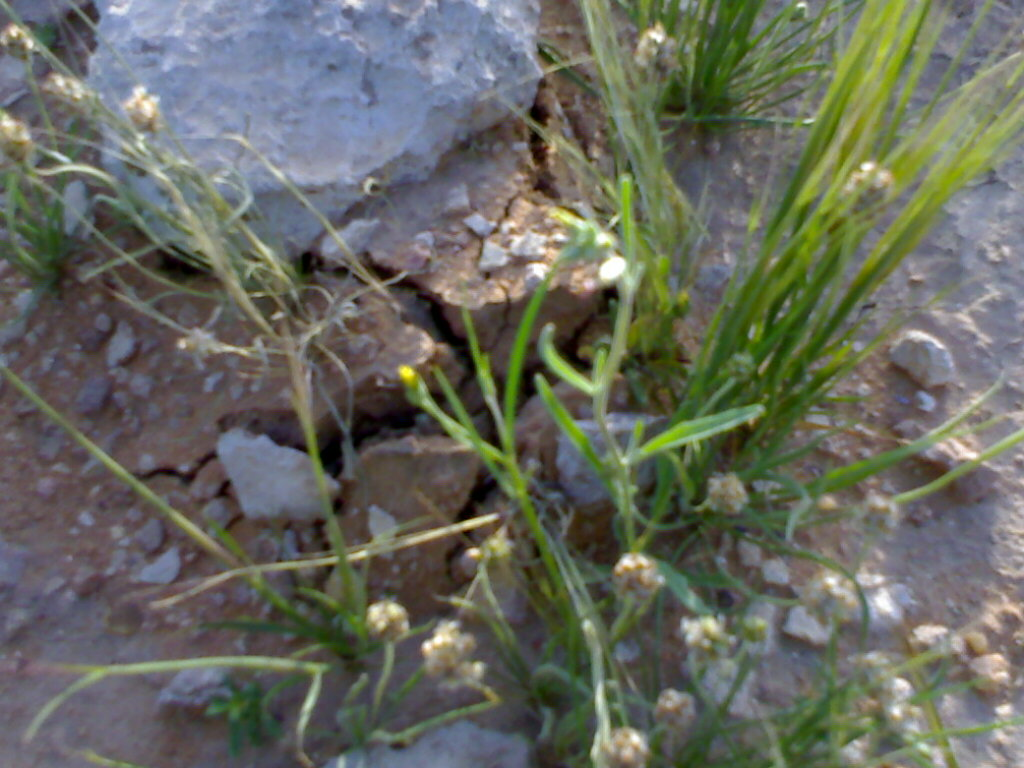